# بدر القدوری
بدر القدوری (انگلیسی: Badr El Kaddouri؛ زادهٔ ۳۱ ژانویهٔ ۱۹۸۱) بازیکن فوتبال اهل مراکش بود.
از باشگاه‌هایی که در آن بازی کرده‌است می‌توان به باشگاه فوتبال سلتیک، باشگاه فوتبال الوداد کازابلانکا، و باشگاه فوتبال دینامو کیف اشاره کرد.
وی همچنین در تیم‌های ملی فوتبال زیر ۲۳ سال مراکش و مراکش بازی کرده‌است.